# Dialectologie du nahuatl
La dialectologie du nahuatl étudie et classifie la diversité et la variation dialectale des langages qui composent la macro-langue nahuatl au sein de la famille uto-aztèque.
Certaines autorités, comme le gouvernement mexicain et Ethnologue.com, considèrent les variétés du nahuatl moderne comme des langues distinctes, parce que leurs locuteurs ne peuvent souvent pas se comprendre et appartiennent à des groupes ethniques différents.

## Dialectes recensés parEthnologue
Ethnologue.com recense vingt-huit variétés de nahuatl :
Le code entre parenthèses est celui de la norme ISO 639-3.
1. Le nahuatl central (nhn)
2. Le nahuatl central huastèque (nch)
3. Le nahuatl central de Puebla (ncx)
4. Le nahuatl coatepec (naz)
5. Le nahuatl oriental de Durango (azd)
6. Le nahuatl oriental huastèque (nhe)
7. Le nahuatl du Guerrero (ngu)
8. Le nahuatl du haut Puebla (azz)
9. Le nahuatl Huaxcaleca (nhq)
10. Le nahuatl de l’Isthme-Cosoleacaque (nhk)
11. Le nahuatl de l’Isthme-Mecayapan (nhx)
12. Le nahuatl de l’Isthme-Pajapan (nhp)
13. Le nahuatl du Michoacán (ncl)
14. Le nahuatl du Morelos (nhm)
15. Le nahuatl du nord de Oaxaca (nhy)
16. Le nahuatl du nord de Puebla (ncj)
17. Le nahuatl d'Ometepec (nht)
18. Le nahuatl d'Orizaba (nlv)
19. Le nahuatl de Santa María la Alta (nhz)
20. Le nahuatl de la Sierra Negra (nsu)
21. Le nahuatl du sud de Puebla (npl)
22. Le nahuatl du Tabasco (nhc)
23. Le nahuatl de Temascaltepec (nhv)
24. Le nahuatl de Tetelcingo (nhg)
25. Le nahuatl de Tlamacazapa (nuz)
26. Le nahuatl occidental de Durango (azn)
27. Le nahuatl occidental huastèque (nhw)
28. Le nahuatl de Zacatlán-Ahuacatlán-Tepetzintla (nhi)

## Dialectes mexicains recensés par l'INALI
En 2010, l'institut gouvernemental mexicain pour les langues indigènes, l'INALI, a reconnu trente variétés de nahuatl parlées au Mexique :
1. le nahuatl du nord-est de la Sierra de Puebla (appelé localement mexicano tlajtol ou nauta) ;
2. le nahuatl du nord-ouest central (appelé localement mexi'catl, mexicano ou maseual tla'tol) ;
3. le nahuatl de l'Isthme (appelé localement náhuatl) ;
4. le nahuatl de la Huasteca veracruzana (appelé localement mexicano, náhuatl ou mexcatl) ;
5. le nahuatl de la Huasteca potosina (appelé localement mexicano, náhuatl ou mexicatl) ;
6. le nahuatl de Oaxaca (appelé localement mexicano) ;
7. le nahuatl du sud de la Sierra negra (appelé localement mexicano ou náhuatl) ;
8. le nahuatl du nord de la Sierra negra (appelé localement norte mexicano, náhuatl ou mexicatl) ;
9. le nahuatl central de Veracruz (appelé localement mexicano ou náhuatl) ;
10. le nahuatl de l’ouest de la Sierra de Puebla (appelé localement masehual tla'tol) ;
11. le haut nahuatl du nord de Puebla (appelé localement maseual tajtol ou nahuat) ;
12. le nahuatl du bas de l'Isthme (appelé localement náhuatl ou mexicano) ;
13. le nahuatl du centre de Puebla (appelé localement mexicano) ;
14. le bas mexicano d'occident (appelé localement mexicano) ;
15. le mexicano du nord-ouest (appelé localement mexicano) ;
16. le mexicano du Guerrero (appelé localement mexicano) ;
17. le mexicano d'occident (appelé localement mexicano) ;
18. le mexicano central d'occident (appelé localement mexicano) ;
19. le bas mexicano central (appelé localement mexicano) ;
20. le mexicano de Temixco (appelé localement mexicano) ;
21. le mexicano de Puente de Ixtla (appelé localement mexicano) ;
22. le mexicano de Tetela del Volcán (appelé localement mexicano) ;
23. le haut mexicano d'occident (appelé localement mexicano) ;
24. le mexicano oriental (appelé localement mexicano) ;
25. le mexicano oriental central (appelé localement mexicano) ;
26. le bas mexicano du centre (appelé localement mexicano) ;
27. le haut mexicano du centre (appelé localement mexicano) ;
28. le mexicano du centre (appelé localement mexicano) ;
29. le mexicano oriental de Puebla (appelé localement mexicano) ;
30. le mexicano de la Huasteca hidalguense (appelé localement mexicano).